# Гривцево
Гри́вцево — деревня в Плюсском районе Псковской области. Входит в сельское поселение Плюсская волость.

## География
Деревня расположена на берегу реки Курея (недалеко от её впадения в Плюссу), в 5 км (по дорогам) к югу от районного центра — посёлка Плюсса. Восточнее находится деревня Курея.

## Население
Численность населения деревни составляла 79 жителей по оценке на конец 2000 года.